# الثلاثة (قرية)
هي قرية متوسطة من قرى بلدية الطاهير (المجرى الأسفل لوادي جن جن) بالجزائر، وتقع
على تلة شرق الوادي، في منتصف المسافة بين بلدية الطاهير وشاطئ البحر البيض المتوسط.
يحدها من الغرب مطار أشواط، التابع لبلدية الأمير عبد القادر ومن الشرق مجرى الغدير، من الجنوب قرية أولاد صالح وغابة بوفحتان ومن الشمال مرتفع الكدية.

## الجغرافيا
تضم عدة مناطق منها الخزنة، الزياتن، الخروبة، الماشينة، أرسا بوسبعمئة، بوصفصاف، التمرة، أم جلال، البغادر، التوتة، النادر، سكر وكذا عين بردية ذات المياه العذبة.

## السكان
سكانها الأصليون هم من قبيلة بني عمران، التي سكنت السهل الممتد من شرق مدينة جيجل إلى مجرى تاسيفت (غدير أم حنش).
بعد الاحتلال الفرنسي لمنطقة جيجيل سنة 1839 وخاصة بعد ثورة المقراني سنة 1871، تم ترحيل لعديد من سكانها إلى مناطق أخرى منها منطقة فج مزالة (فرجيوة) عدا الذين هربوا من بطش القوات الفرنسية، حيث جردوا من أراضيهم التي وزعت على الأوروبيين. ولم تترك للجزائريين سوى الأراضي الهامشية الفقيرة.
ابتداءا من سنة 1978 عرفت توسعا سكانيا مهما خاصة بعد ترحيل سكان قرية الأشواط الساحلية إليها (لإنشاء محطة توليد الكهرباء هناك). أما في التسعينات فقد حولة إلى منطقة حضرية وعرفت انفجارا سكانيا، حيث أنشئت أحياء جديدة.

## التاريخ أو الأسطورة
| من دوائر الجزائر دائرة الطاهير                                                                 |
| بلديات الدائرة                                                                                 |
| بلدية الطاهير بلدية الأمير عبد القادر · بلدية وجانة بلدية الشحنة · بلدية أولاد عسكر            |
| مدن الدائرة                                                                                    |
| الطاهير الأمير عبد القادر · وجانة · الشحنة · أولاد عسكر                                        |
| أحياء و قرى                                                                                    |
| الثلاثة (الطاهير) · الزاوية (الطاهير) تاسوست (الأمير عبد القادر) · بوحمدون (الأمير عبد القادر) |
| موضوعات ذات صلة                                                                                |
| مدن مقترحة لتصبح ولايات · دائرة الطاهير · ولاية جيجل · تاريخ جيجل · إذاعة جيجل · الجزائر       |

تقول ألأسطورة أن هذه القرية تعمر ثلاث مرات وتخرب ثلاث مرات والعمارة الحالية هي الثالثة والأخيرة.و تقول الحكاية الشعبية أن قوم يسمون ب «أولاد السمرة» سكنو في الماضي المكان المسمى حاليا «بوفحتان» (إلى الجنوب من الموقع الحالي للقرية) وكانوا أثرياء. وفي أحد الأيام جاءهم ثور فذبحوه واكلوا لحمه إلا راعيا لهم كان غائبا في المراعي، فماتوا جميعهم إلا هو. وعند رجوعه وجد القوم أمواتا، فقام بجمع كل الأموال والحلي والجواهر ودفنها في موقع قريب من القرية (كنز بوفحتان)، وغادر المنطقة.الموقع الغير المأهول حالياو هو عبارة عن أحراش وبه آثار لمواقد واواني فخارية.

## الاقتصاد
القرية في الاصل فلاحية حيث تمتاز الأراضي المحيطة بها بالخصوبة ووفرة مياه السقي، لكنها حاليا (2008) تعتمد على قطاع الخدمات في الإدارات العمومية وتحويلات المغتربين في فرنسا لاسيما المتقاعدين.
المرجع: تاريخ جيجل قديما وحديثا - المؤلف: علي خنوف - نشر 2007